# Aduvalli, Narasimharajapura
Aduvalli là một làng thuộc tehsil Narasimharajapura, huyện Chikmagalur, bang Karnataka, Ấn Độ.